# Corporação Musical Lyra de Mauá
A Corporação Musical Lyra de Mauá, também conhecida como Banda Marcial Lyra de Mauá  ou simplesmente Banda Lyra de Mauá, foi fundada em 15 de junho de 1934. Desde sua fundação, a Banda Lyra nunca interrompeu seu trabalho, sendo considerada a mais antiga do Brasil em atuação permanente.

## História
Em 1928, um grupo de moradores,  brasileiros e imigrantes europeus, reuniam-se semanalmente para relembrar sua terra natal e refazer a vida no Brasil. Como havia muitos músicos no grupo, aproveitavam as reuniões para apreciarem a boa música e expandir os conhecimentos musicais. 
O grupo aumentou de tal forma que em 1934 decidiu-se fundar a Corporação Musical Lyra de Mauá. Na época da fundação da banda, Mauá ainda era um distrito de Santo André, os ensaios e apresentações eram realizados no coreto da cidade, chegando a ser realizado na carpintaria de um dos fundadores. Somente em 1974 a Lyra construiu sua sede própria, desde então, realiza um projeto musical que visa promover a prática de atividades artísticas pela juventude. A Banda Lyra é o mais antigo e premiado bem cultural imaterial de Mauá. Foi tombada pelo Conselho de Defesa do Patrimônio Histórico, Artístico, Arqueológico e Turístico de Mauá (Condephaat) em 13 de julho de 2010. Dentre as premiações, foi vencedora de várias edições do Campeonato Nacional de Bandas e Fanfarras. Entre apresentações de destaque, representou o Brasil, em 1995, no 1º Festival Internacional de Bandas e Fanfarras no Chile.
Até 2013, a banda era financiada com recursos público e privados. Contudo, atualmente, funciona apenas com incentivos privados, patrocínios de empresas do polo industrial de Mauá e algumas de fora da região.

### Dificuldades
A Corporação têm histórico de perseverança e determinação. Em 2001, sofrendo sérios riscos financeiros, a banda quase foi extinta. Sem fins lucrativos, sobreviveu graças ao esforço de voluntários, parceiros e, poucas vezes, de cachês por apresentações. Por ser um patrimônio cultural, é mercedora de projetos arrojados, como frisou em 2004 o Maestro Carlos Binder, presidente da Banda na época.
Em 2008, a banda teve suas atividades paralisadas por um período, após denúncia de vizinhos pelo excesso de barulho.A paralisação das atividades afetou as áreas educacionais e financeiras da instituição. Nesse período começaram as negociações com a prefeitura para a disponibilidade de um terreno para transferência da sede da Corporação.   
Em 2009, a crise financeira na Corporação intensificou,  integrantes da banda reuniram-se com o secretário da Cultura de Santo André, onde foi cogitada a intenção de transferência da Corporação para a cidade vizinha.
Ainda em 2009, a Prefeitura da cidade reduziu a participação da Banda no Projeto “Musicalizando nas escolas”,para se manter ativa e não deixar morrer o trabalho de referência nacional da Banda Lyra, o maestro-coordenador, Carlos Binder, protocolou um projeto junto à Secretaria Estadual de Cultura, com o propósito de desenvolver um grupo de percussão utilizando materiais recicláveis na confecção dos instrumentos.
Em 2010, após anos de luta, a Corporação Musical Lyra de Mauá, conhecida por Banda Lyra, conseguiu a concessão de área da Prefeitura para a construção de sua sede.

## Composição

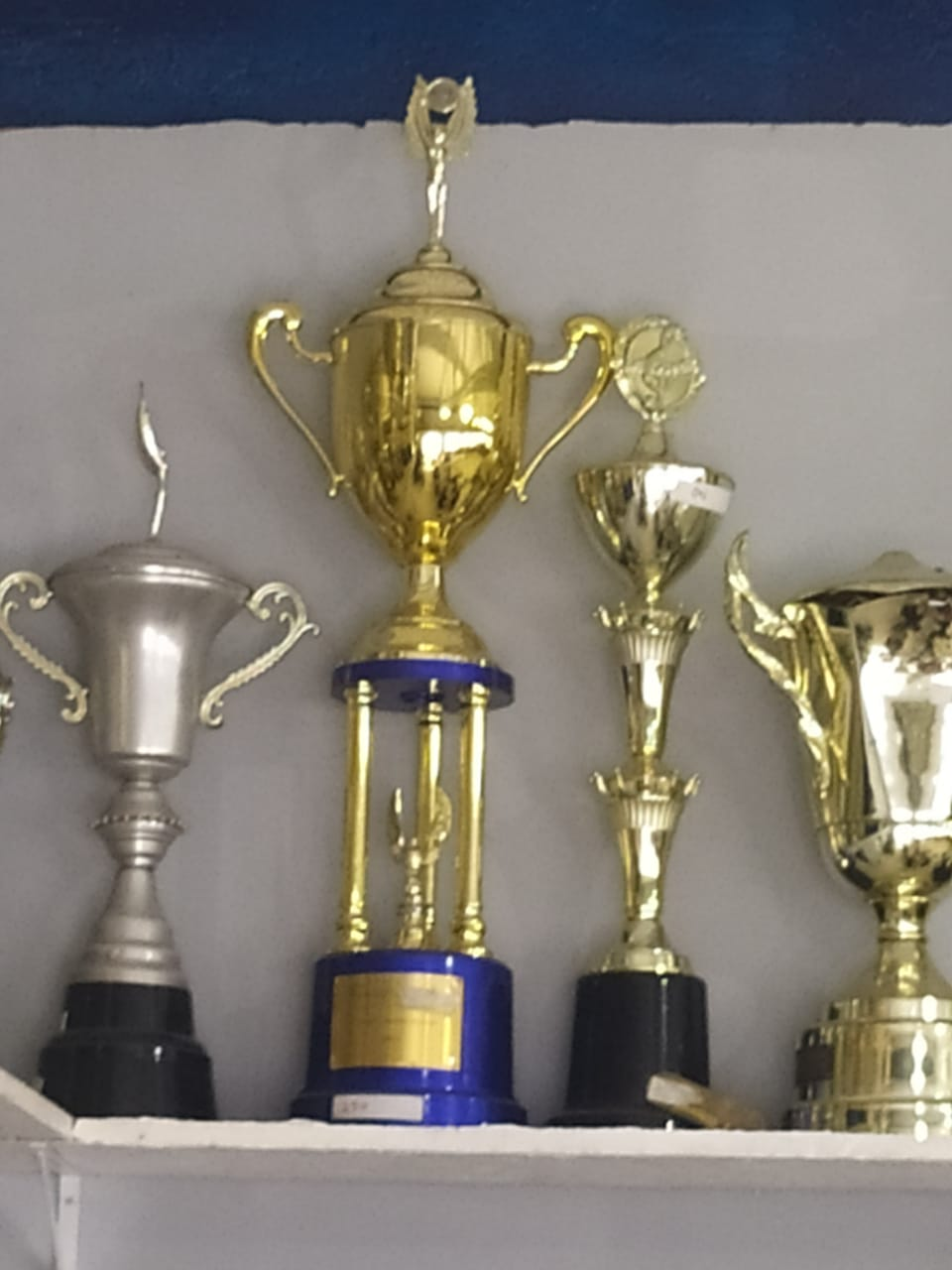
A Banda Lyra de Mauá possui diversos prêmios. Na foto em destaque quatro dos troféus.

A banda é formada por dois grupos principais: um corpo musical composto por músicos de instrumento de sopro e percussão; e uma linha de frente composta por Pelotão Cívico, Estandarte, Corpo Coreográfico, Baliza e Mor. A formação destes grupos é por meio de aulas gratuitas de música, ballet, jazz, ginástica e expressão corporal.

## Responsabilidade social
O projeto tem o objetivo de promover o contato com a arte, com enfoque na importância do método e da disciplina na obtenção de resultados. Além disso, trabalha questões de convivência em sociedade.
A banda também incentiva o ingresso de seus músicos em outras instituições. Os alunos trazem essa experiência profissionalizante de espaços como o Instituto Baccarelli, em São Paulo, e a repassam para os colegas da banda.
A Lyra qualifica seus alunos. Isso é evidenciado pelo atual maestro (2019), Marim Meira, que começou jovem no espaço. Outro exemplo é o do trompetista Flavio Gabriel, que chegou até a Osesp (Orquestra Sinfônica do Estado de São Paulo) e atualmente é docente de música na Universidade Federal de Uberlândia.

## Premiações
A entidade acumula títulos de Campeã Nacional de Bandas e Fanfarras, detém títulos de Campeã Estadual, além de vários títulos em diversas categorias e campeonatos abertos. Em 1995 representou o Brasil no 1º Festival Internacional de Bandas e Fanfarras no Chile.
| Premiações            | Premiações | Premiações                                                                                           | Premiações           |
| Categoria             | Campeonatos Estaduais                                                                                                  | Campeonatos Nacionais                                                                                | Referência           |
| --------------------- | --- | --- | -------------------- |
| Títulos e Campeonatos | 1993, 1994, 1996, 1998, 2000, 2001, 2002, 2003, 2004, 2008, 2009, 2011, 2012, 2013, 2014, 2015, 2016, 2018, 2022, 2024 | 1993, 1994, 1998, 1999, 2000, 2001, 2002, 2003, 2004, 2006, 2007, 2008, 2010, 2011, 2012, 2013, 2022 | [ 23 ] [ 24 ] [ 25 ] |
| Banda de percussão    | 2004, 2005, 2010, 2011, 2012, 2013, 2014, 2015                                                                         | 2003, 2004, 2006, 2007, 2008, 2009, 2010, 2011, 2012, 2013                                           | [ 23 ]               |
| Corpo Coreográfico    | 2004, 2008, 2009, 2010, 2011, 2012, 2013, 2014, 2015                                                                   | 1993, 1994, 1996, 2003, 2004, 2006, 2007, 2009, 2010, 2011, 2012, 2013                               | [ 23 ]               |
| Baliza                | 2004, 2009, 2010, 2011, 2012, 2013, 2014, 2015, 2018, 2022                                                             | 2004, 2006, 2007, 2008, 2009, 2010, 2011, 2012, 2013, 2022                                           | [ 23 ]               |
| Circuito dos amigos   | | 2019                                                                                                 | [ 26 ]               |

### Prêmios
Prêmio Ação Global: Rede Globo de Televisão – Programa Ação (Serginho Groisman)
Prêmio Desempenho: Revista Livre Mercado – Diário do Grande ABC 
Prêmio Cappella Áurea: Jornal ABC REPÓRTER

## Galeria

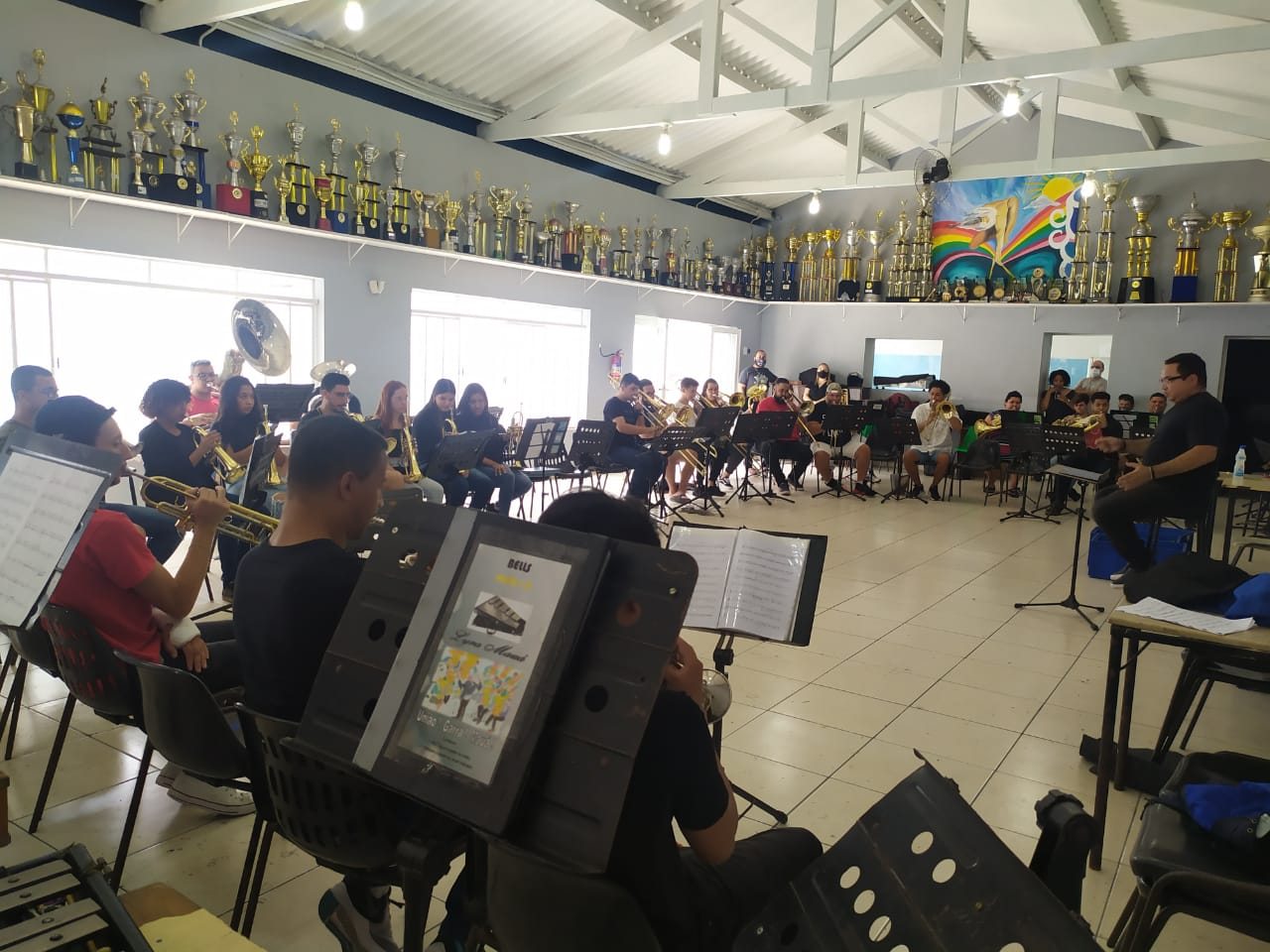
Ensaio da Banda Lyra sob a regência do Maestro Marim Meira
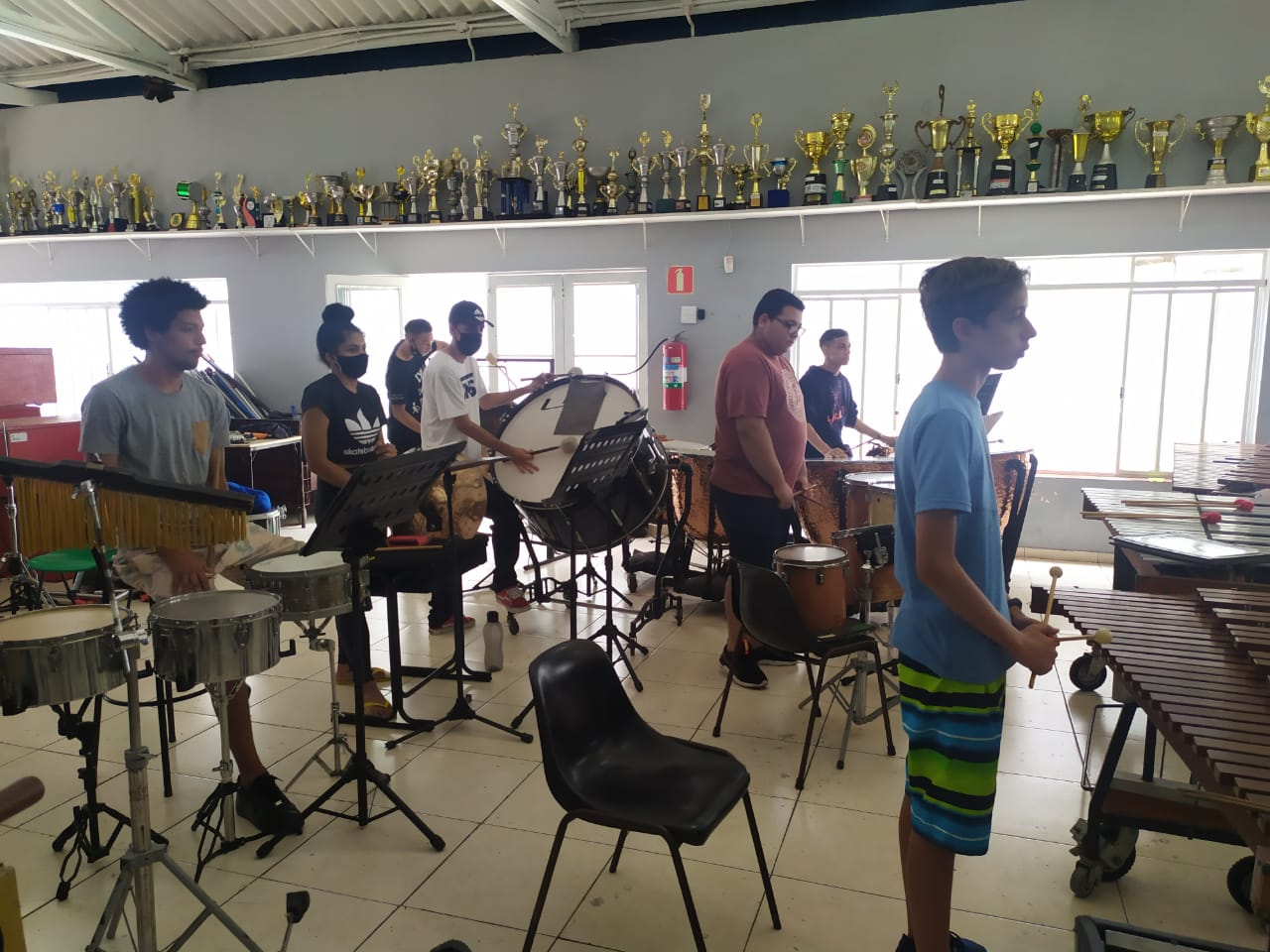
Percussão e Xilofone